# Second Leiter Building
El Second Leiter Building, también conocido como Leiter II Building, Sears Building, One Congress Center y Robert Morris Center, se encuentra en la esquina noreste de South State Street y East Ida B. Wells Drive en Chicago, la ciudad más poblada del estado de Illinois (Estados Unidos). No debe confundirse con la actual Willis Tower, anteriormente Sears Tower, construida y propiedad de la famosa firma nacional de pedidos por correo Sears, Roebuck & Company. Este hito de la escuela de arquitectura de Chicago ganó fama por ser uno de los primeros edificios comerciales construidos con un armazón de esqueleto de metal que queda en Estados Unidos.

## Historia
Construido en 1891 por Levi Z. Leiter, fue diseñado por el arquitecto William Le Baron Jenney, quien implementó el marco esquelético de acero para hacer el diseño a prueba de fuego. Fue arrendado por Leiter a los grandes almacenes de Siegel, Cooper and Company, quienes lo ocuparon unos siete años. Cuando Siegel Cooper cerró, acogió a varios inquilinos hasta que se convirtió en la tienda insignia del centro de Sears, Roebuck and Company en 1931. Sears ocupó el espacio hasta 1986 cuando decidió cerrar la tienda y el espacio fue arrendado a otros inquilinos.

## Arquitectura
La estructura es de ocho pisos y ocupa toda la cuadra de State Street entre Ida B. Wells Drive y Van Buren Street. La fachada de State Street consta de nueve tramos separados por anchas pilastras. Las pilastras están rematadas por sencillos capiteles y una cornisa sin adornos corona toda la estructura. Las fachadas de Ida B. Wells y Van Buren tienen tres tramos de ancho con medidas de 120 m por 44 m. Dentro de cada tramo hay cuatro ventanas en cada piso alineadas verticalmente. El edificio se enfrenta a un granito rosa. Cada piso contiene 4.600 m² de espacio con techos de 4,9 metros de altura y se podría dividir para albergar a varios inquilinos.
Su predecesor, el First Leiter Building, fue diseñado por Jenney en 1879 y estuvo en Wells y Monroe hasta que fue demolido en 1972. Fue designado Monumento Histórico Nacional en 1976 y Monumento Histórico de Chicago el 14 de enero de 1997. En 1998, se convirtió en el campus de Chicago de la Universidad Robert Morris.